# Sarcodes sanguinea
Sarcodes es un género monotípico de plantas micoheterotróficas perteneciente a la familia de las ericáceas. La única especie del género, Sarcodes sanguinea, crece en su hábitat natural luego de que la nieve se derrita, de ahí su nombre común en inglés: "snow plant" ("planta de la nieve"). Se distribuye en los bosques de coníferas de California y en algunas regiones del oeste de Nevada y Baja California en Estados Unidos. 

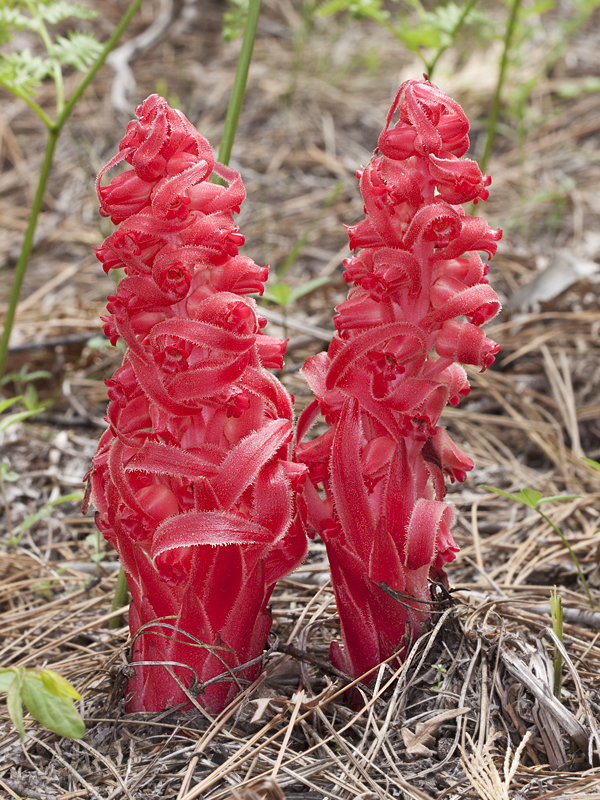
Vista de la planta

## Descripción
Algunas plantas de Sarcodes son de color rojo brillante, otras son rosadas y no realizan la fotosíntesis. El color aparentemente atrae los insectos polinizadores en los oscuros sotobosques donde estas plantas crecen. Las porciones subterráneas de Sarcodes son de color blanco, y forman un grupo apretado de raíces. Estas raíces contienen al hongo que se extiende por el mantillo de hojas que cubre el suelo del bosque de coníferas hasta las raíces de los pinos.  Las plantas de Sarcodes obtienen agua y nutrientes a partir del hongo. Mediante el uso de isótopos de carbono radioactivo se pudo constatar que los nutrientes son transferidos desde los pinos hasta las plantas micoheterotróficas de Sarcodes  a través del hongo.  

## Taxonomía
El género  fue descrito por John Torrey y publicado en Proceedings of the American Association for the Advancement of Science 4: 193. 1851.